# Syzygium gonshanense
Syzygium gonshanense là một loài thực vật có hoa trong Họ Đào kim nương. Loài này được P.Y.Bai miêu tả khoa học đầu tiên năm 1992.